# Michael Applebaum
Pour les articles homonymes, voir Applebaum.
Michael Applebaum, né le 10 février 1963, est un agent immobilier et homme politique canadien, maire de Montréal du 19 novembre 2012 au 18 juin 2013. Nommé pour remplacer Gérald Tremblay qui a démissionné sur fond de scandale de corruption, il est quelques mois plus tard à son tour accusé de corruption et démissionne. En mars 2017, Il est condamné à un an de prison ferme et deux ans de mise à l'épreuve pour corruption et abus de confiance.

## Biographie
Agent immobilier et propriétaire d'un magasin de chaussures familial avant d'entrer en politique, Michael Applebaum devient conseiller municipal de Côte-des-Neiges–Notre-Dame-de-Grâce en 1994 avec le Parti des Montréalais qui a depuis disparu. Nommé par Gérald Tremblay en tant que membre du conseil exécutif en 2011, il s'occupe entre autres d'urbanisme, de finances et ressources humaines. Le 1er janvier 2002, il devient maire de l'arrondissement de Côte-des-Neiges–Notre-Dame-de-Grâce.
Le 9 novembre 2012, il démissionne du conseil exécutif et le 14 quitte Union Montréal, en raison du choix par ses membres de Richard Deschamps comme candidat au poste de maire pour remplacer Gérald Tremblay, démissionnaire le 5 novembre, miné par des allégations de corruption. À l'issue du vote du 16 novembre au Conseil municipal de la ville, Applebaum récolte 31 votes contre 29 pour Deschamps et est élu maire à titre intérimaire pour achever le mandat en cours jusqu'au élections municipales de 2013. Il est assermenté le 19 novembre.
Il promet de rétablir la confiance et de lutter contre la corruption. « Je veux effacer cette tache sur notre ville », déclare-il. Il entend briguer à nouveau la mairie de l'arrondissement Côte-des-Neiges–Notre-Dame-de-Grâce en novembre 2013 mais pas celle de Montréal,.
Applebaum est le premier maire anglophone de la ville de Montréal depuis plus de 100 ans, soit depuis Henry Archer Ekers (1906-1908) ou James John Edmund Guerin (1910-1912),. Il est aussi le premier maire juif de la ville de Montréal.
Michael Applebaum est arrêté par l'Unité permanente anticorruption (UPAC), le 17 juin 2013 avec l’ex-conseiller municipal Saulie Zajdel et l’ex-haut fonctionnaire municipal Jean-Yves Bisson,. Il démissionne le lendemain.
Il fait face à 14 chefs d'accusation de fraude envers le gouvernement, de complot, d'abus de confiance et d'actes de corruption dans les affaires municipales,. Il avait touché des pots-de-vin de promoteurs immobiliers et de cabinets de génie civil, et avait aussi été convaincu de favoritisme dans l'octroi de deux appels d'offres, entre 2007 et 2010, alors qu'il était maire d'arrondissement. Son procès est fixé en juin 2015. Le 26 janvier 2017, il est reconnu coupable de 8 des 14 chefs d'accusation.